# Bisalavadi, Chamarajanagar
Bisalavadi là một làng thuộc tehsil Chamarajanagar, huyện Chamarajanagar, bang Karnataka, Ấn Độ.